# Albert de Paname
 (août 2018).
Si vous disposez d'ouvrages ou d'articles de référence ou si vous connaissez des sites web de qualité traitant du thème abordé ici, merci de compléter l'article en donnant les références utiles à sa vérifiabilité et en les liant à la section « Notes et références ».
Albert de Paname est un chanteur et un DJ français, né le 1er juin 1949 à Paris.

## Biographie

### Enfance et études
Albert de Paname naît à Montmartre, place du Tertre où il grandit. À dix ans, il préfère aller acheter un disque que manger à la cantine puis débute en Seine-saint-Denis dans les bals populaires avec les « Surboum d'Albert » très amateures. Par la suite, il travaille dans un bar parisien où il découvre un « gros mélangeur », prémices des futures tables de mixage.

### Carrière
Albert de Paname commence sa carrière en 1965, au Tabou aux côtés de DJ Pablo qu'il remplace, un des premiers DJ un peu connus à Paris ; puis au cours de sa carrière, il passe aux Bains, au Balajo à la Bastille, quartier peu branché à l'époque et où il retournera bien plus tard ainsi qu'au Café de Paris, à Londres. Ces années là, « disc-jockey n'était pas un métier » précise-t-il. Ses influences sont multiples, dont la soul et le jazz que DJ Pablo lui fait découvrir mais aussi « autant le classique que le jazz, la soul, la funk, le reggae, bien sûr le latino » précise-t-il. 
Il part à Londres en 1968 car le statut de disc jockey est bien plus reconnu et y reste six ans. Il tourne dans plusieurs discothèques londoniennes, c'est là qu'il apprend réellement son métier : « J’ai eu ma deuxième éducation à Londres. […] J’ai appris à mixer là-bas ». Par la suite, il revient à Paris et exerce, entre autres, au Sept et au Palace.
En 1988, il enregistre un single, C'est la Vie, accompagné d'un clip diffusé sur M6.
Avec Emanuel Santaromana, il est DJ-résident des « Vendredis de Maxim’s » qui organise avec l'appui de Pierre Cardin ; il participe à la création du CD de ces soirées Maxim.
En 2002, il rejoint le label Pschent, pour se consacrer à la production. En 2003, il sort ainsi son premier album studio intitulé Indiamond, qu’il a coréalisé avec le danseur et musicien indien Raghunath Manet.
En 2005, il sort I Love Paris, une compilation de chansons de sa collection personnelle, sorti chez Happy Music.
Depuis le début 2006, Albert de Paname anime tous les vendredis le Bal Rouge de l’Étoile.  
Le nouvel album d’Albert de Paname C’est Magnifique ! est un hommage qu’il rend à toutes les chansons de sa jeunesse.
Il mixe des classiques de la chanson française.

## Télévision
En 2010, il participe à l'émission Pékin Express : Duos de choc aux côtés de Emmanuel de Brantes. Il soutient l'association Action Innocence, contribuant à préserver l'intégrité et la protection des enfants sur Internet.

## Filmographie
- 2008 : Disco

## Discographie
- C'est la vie (1988)
- Indiamond
- Maxim's De Paris
- I love Paris
- C'est Magnifique
- Tahiti
- Tomates